# Xiong Yong
Xiong Yong (chinois : 熊勇, ??? -  838  av. J.-C) est le dixième Vicomte de Chu. Il règne entre l'an 847 et l'an 838 av. J.-C, au début de la période de la dynastie Zhou (1046–256 av. J.C).
Xiong Yong  succède à son père Xiong Yan, qui décède en l'an 848 av. J.-C. Il meurt après avoir régné 10 ans sur le Chu et, comme il n'a pas d'enfant, c'est son frère cadet Xiong Yan qui lui succède.